# Luca Braidot
Luca Braidot (Gorizia, 29 de mayo de 1991) es un deportista italiano que compite en ciclismo de montaña en la disciplina de campo a través.
Ganó cinco medallas en el Campeonato Mundial de Ciclismo de Montaña entre los años 2012 y 2024, y siete medallas en el Campeonato Europeo de Ciclismo de Montaña entre los años 2012 y 2024. En los Juegos Europeos de Cracovia 2023 consiguió una medalla de bronce en la prueba individual.
Participó en tres Juegos Olímpicos de Verano, entre los años 2016 y 2024, ocupando el séptimo lugar en Río de Janeiro 2016 y el cuarto en París 2024, en la prueba individual.

## Medallero internacional
| Campeonato Mundial | Campeonato Mundial           | Campeonato Mundial | Campeonato Mundial         |
| Año                | Lugar                        | Medalla            | Competición                |
| ------------------ | ---------------------------- | ------------------ | -------------------------- |
| 2012               | Leogang/Saalfelden (Austria) | Medalla de oro     | Campo a través por relevos |
| 2020               | Leogang (Austria)            | Medalla de plata   | Campo a través por relevos |
| 2022               | Les Gets (Francia)           | Medalla de plata   | Campo a través por relevos |
| 2022               | Les Gets (Francia)           | Medalla de bronce  | Campo a través             |
| 2024               | Pal Arinsal (Andorra)        | Medalla de bronce  | Campo a través por relevos |
| Juegos Europeos    |                              |                    |                            |
| Año                | Lugar                        | Medalla            | Competición                |
| 2023               | Krynica-Zdrój (Polonia)      | Medalla de bronce  | Campo a través             |
| Campeonato Europeo |                              |                    |                            |
| Año                | Lugar                        | Medalla            | Competición                |
| 2012               | Moscú (Rusia)                | Medalla de oro     | Campo a través por relevos |
| 2018               | Graz (Austria)               | Medalla de oro     | Campo a través por relevos |
| 2018               | Glasgow (Reino Unido)        | Medalla de plata   | Campo a través             |
| 2019               | Brno (República Checa)       | Medalla de plata   | Campo a través por relevos |
| 2020               | Monteceneri (Suiza)          | Medalla de oro     | Campo a través por relevos |
| 2021               | Novi Sad (Serbia)            | Medalla de oro     | Campo a través por relevos |
| 2024               | Cheile Grădiștei (Rumania)   | Medalla de bronce  | Campo a través corto       |